# Otto Fuhrmann
Otto Fuhrmann, né le 1er avril 1871 à Bâle et décédé le 27 janvier 1945 était un parasitologue Suisse spécialisé dans le domaine de l'helminthologie.

## Biographie
Il a étudié à l'Université de Bâle comme élève de Ludwig Ruetimeyer et Friedrich Zschokke. Il a ensuite poursuivi ses études à Genève, où il a été persuadé par le zoologiste Karl Vogt de concentrer ses études sur les vers plats parasites. En 1894, il a obtenu son doctorat avec une thèse intitulée "Die Turbellarien der Umgebung von Basel". Après un passage en tant qu'assistant à l'Université de Genève, il a rejoint l'Université de Neuchâtel, où il a enseigné l'anatomie comparée et la zoologie de 1895 à 1941.
Il est l'auteur de l'introduction d'un nouveau schéma de classification pour des cyclophyllidea (de l'ordre de ténias), dans lequel la l'ordre a été divisée en dix familles avec huit sous-familles — de ses 66 genres, 20 étaient nouvelles pour la science. Le genre herpétologique  Cryptobatrachus fuhrmanni (la "grenouille sac" à dos de Fuhrmann) a été nommé en son honneur par Mario Giacinto Peracca.

## Œuvres choisies
- Die cestoden der vögel, 1909 – Cestodes aviaires.
- Voyage d'exploration scientifique en Colombie, 1914 (avec Eugène Mayor)[3].
- Cestodes parasites d'oiseaux de la Nouvelle-Calédonie et des Iles Loyauté, 1918.
- Cestodes, 1926
- Brasilianische Cestoden aus Reptilien und Vögeln, 1927 – Cestodes brésiliens parasites des reptiles et des oiseaux.
- Les ténias des oiseaux, avec 147 figures dans le texte, 1932[4].